# 涅謝爾多高地
涅謝爾多高地是白俄羅斯和俄羅斯的高地，位於維捷布斯克州北部和普斯科夫州，毗鄰波拉茨克低地，平均海拔高度180至220米，最高點海拔高度224米。